# Ippodromo Valentinia
Ippodromo Valentinia är en travbana i Pontecagnano Faiano i provinsen Salerno i Italien. Huvudbanans totala längd är 1000,9 meter.

## Om banan
Ippodromo Valentinia ligger sydväst om centrala Pontecagnano Faiano nära Italiens södra kustlinje. Huvudbanan, vars underlag är sand, är 1000,9 meter lång och har en maximal bredd på 25,87 meter. På anläggningen finns även en träningsbana som är 629 meter lång. Även träningsbanan har sandunderlag.
Stallbacken har 120 boxplatser för hästar, och har även en veterinärsklinik i anslutning. Publikområdet har ca 1 000 sittplatser under tak. Huvudbanan är utrustad med ett belysningssystem för travlopp som körs på kvällstid. Anläggningen har även ett kontrollrum med ett helt digitaliserat tv-system.